# Sentinel (Marke)

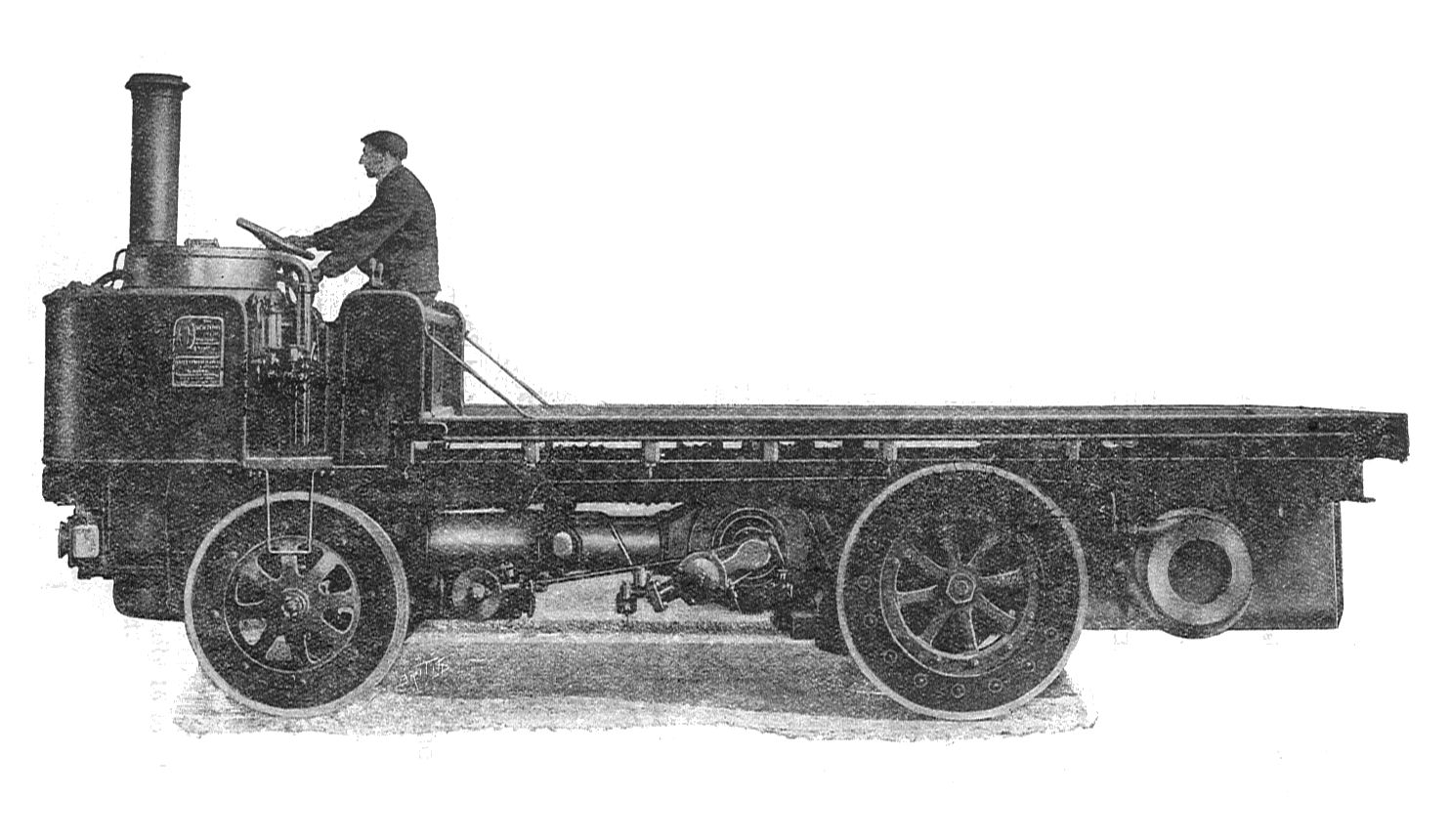
"Sentinel Standard" Steam Wagon des Royal Army Service Corps (1911)

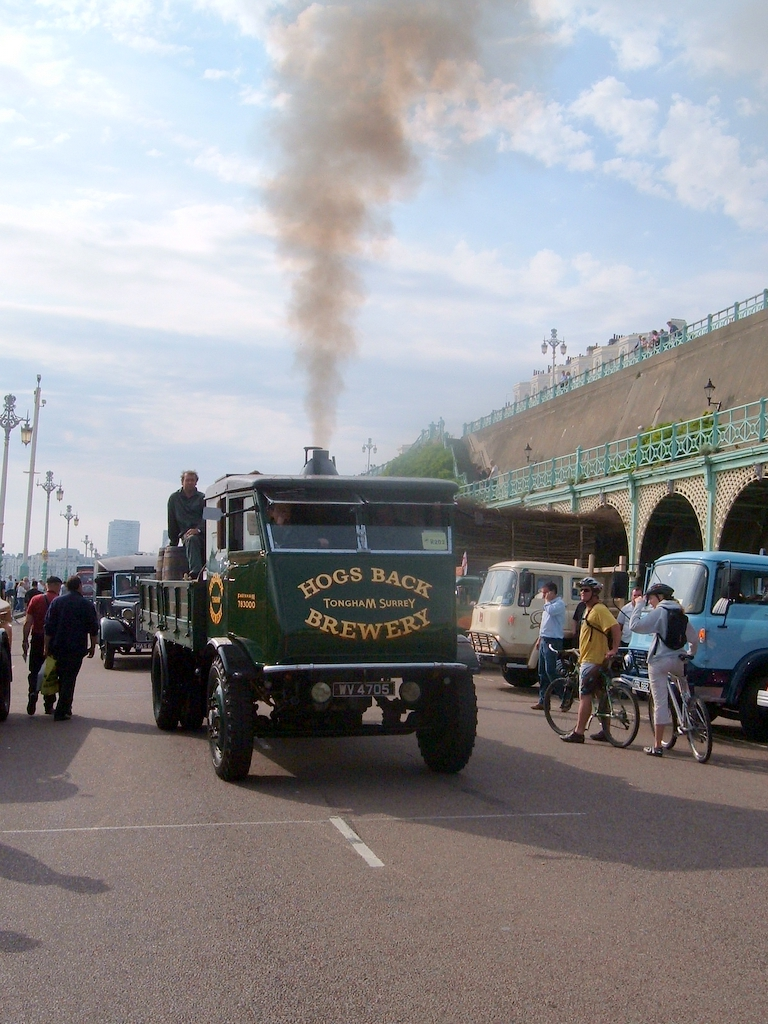
Erhaltener Sentinel S4 Dropside Dampf-Lkw von 1934

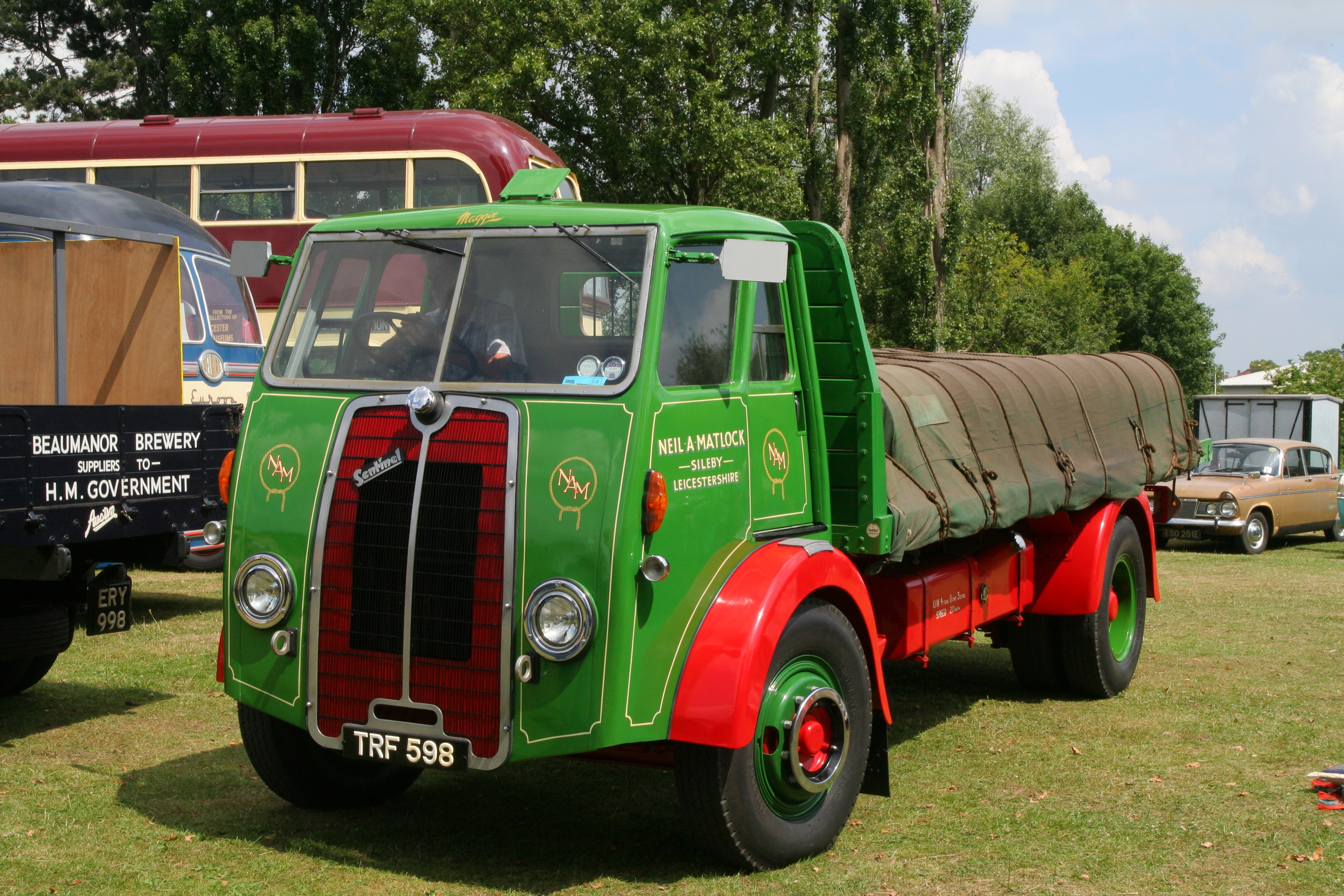
Sentinel DV44 Pritschenwagen von 1950

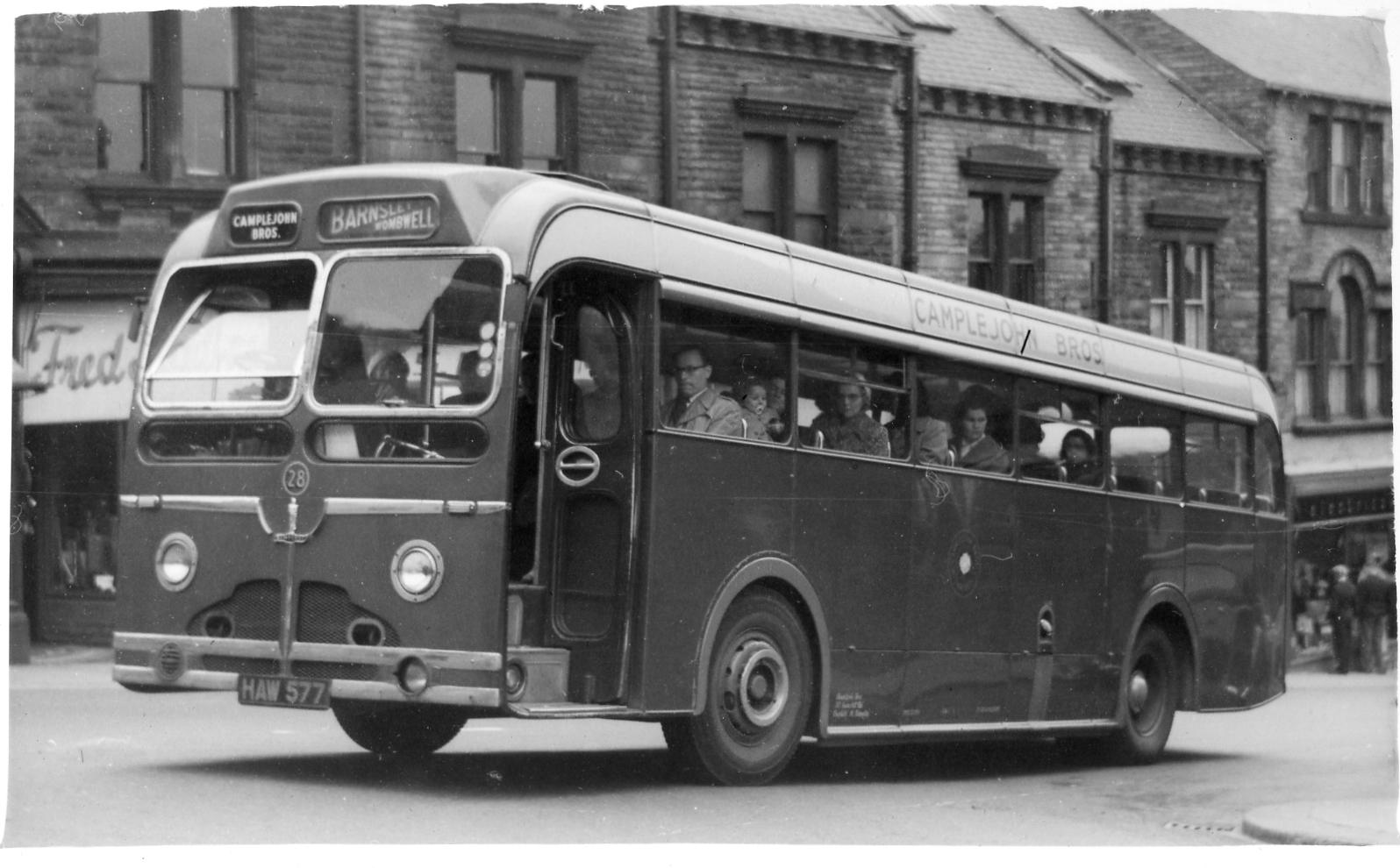
Sentinel STC6 Omnibus, Camplejohn Bros, Barnsley, Nr. 28

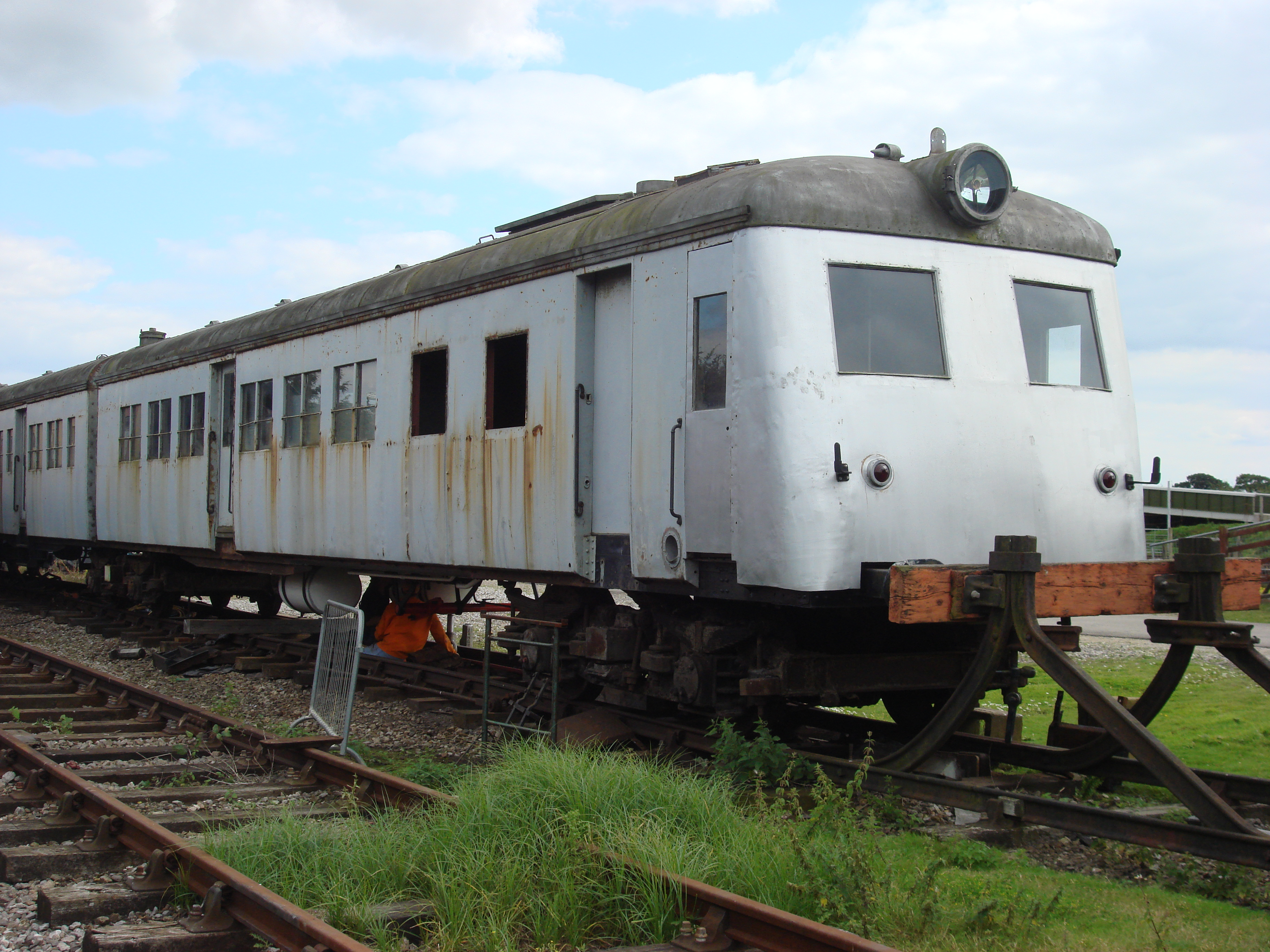
Dampftriebwagen von Sentinel-Cammell

Sentinel war eine britische Marke, die insbesondere für Nutzfahrzeuge genutzt wurde.

## Markengeschichte
Stephen Alley und John MacLellan gründete 1875 Alley & MacLellan im schottischen Glasgow. Sie stellten Eisenrohre, Fittings, Formstücke und Ventile für die Wasserwirtschaft sowie Formteile her. 1880 bezogen sie ein anderes Werk in derselben Stadt, das Sentinel Works genannt wurde. 1885 kam die Produktion von Dampfmaschinen dazu. Am 3. Juni 1903 wurde das Unternehmen unter dem Namen Alley and MacLellan Limited als Limited neu organisiert.
1906 erwarb das Unternehmen die Rechte am Dampflastkraftwagen von Simpson & Bibby in Manchester und gewann deren Konstrukteur Daniel H. Simpson als Berater. Es findet sich die Bezeichnung Sentinel Steam Waggon als Firma. Im gleichen Jahr begann die Fertigung von Dampfwagen unter dem Markennamen Sentinel. Das einzige Modell Sentinel Standard wurde bis 1923 ohne wesentliche Änderungen produziert. Ab 1911 wurden außerdem Achsen für den Schienenverkehr gefertigt. 1911 baute das Unternehmen eine kleine Stückzahl von Dampf-Lkw mit overtype-Maschinen. Diese Ausführung unterschied sich hauptsächlich durch die Verwendung einer zylindrischen Feuerbox in einem Lokomotiv-Kessel.
1914 waren 900 Mitarbeiter beschäftigt. 1915 wurde nahe Shrewsbury ein neues Werk errichtet, in dem der Motorfahrzeugbau zusammengefasst wurde. Nun fällt der Begriff Sentinel Waggon Works. Im Ersten Weltkrieg wurden etwa 200 Fahrzeuge für die Britische Armee hergestellt.
1918 kam es zu einer Änderung der Besitzverhältnisse im Mutterhaus. Nach dem Verkauf von Stephen Alleys Anteilen an William Beardmore and Company wurden die Sentinel Waggon Works Limited mit Sitz in Shrewsbury verselbständigt. Die unübliche und etwas altmodische Schreibweise Waggon, geschrieben mit zwei "g", ist eine Eigentümlichkeit dieses Unternehmens. 1919 wurden 600 Fahrzeuge ausgeliefert; 1920 waren es 900. 1920 erfolgte laut einer Quelle die Umfirmierung in Sentinel Waggon Works (1920) Ltd.
Im Juni 1923 erschien mit dem Super Sentinel eine neue Generation von Dampflastkraftwagen. Außerdem wurde der Bau vom Dampftriebwagen aufgenommen. Sie entstanden in Kooperation mit den Cammell-Werken. Die Zusammenarbeit mit Cammell war erfolgreich und bis 1957 wurden 850 Triebwagen ausgeliefert. 1924 gab es erstmals auch einen Omnibus. Er bot Platz für bis zu 32 Passagiere und basierte auf dem Dampflastkraftwagen. 1927 stellte die Sentinel Steam Waggon Company einen neuartigen, dampfbetriebenen Schienenbus vor, der in Südengland verkehrte. Bis 1930 wurden 150 Schienenbusse produziert, die in 23 Staaten exportiert wurden. Von 1932 bis 1937 war Abner Doble als beratender Ingenieur für Sentinel tätig.
1933 erwarb Sentinel den Nutzfahrzeughersteller Garner Motors in Birmingham. Die Produktion wurde zu Sentinel nach Shrewsbury verlegt. Ab 1935 gelangten Sentinel-Garner-Lkw mit 3, 4 und 6 tn. l. Nutzlast und zugekauften Motoren in den Verkauf. Dieser Bereich wurde bereits 1936 abgestoßen. Ab 1936 hieß das Unternehmen Sentinel Waggon Works (1936) Ltd. Ab 1938 bot Sentinel den HSG (high speed gas) an mit 5 ton Nutzlast oder als Bus mit 35 Plätzen. 
Eine Quelle nennt eine Umbenennung für das Jahr 1946. Ab 1948 sind erneut Omnibusse überliefert. Ab 1950 findet sich die Firmierung Sentinel (Shrewsbury) Ltd. 1956 endete die Herstellung von Kraftfahrzeugen für die Straße. In dem Jahr übernahm Rolls-Royce das Shrewsburger Unternehmen.
1957 war das letzte Jahr für Eisenbahnwagen. In dem Jahr erwarb Transport Vehicles (Warrington) die vorhandenen Teile für den Lkw-Bau und setzte die Produktion unter eigenem Markennamen fort. Mindestens bis 1961 wurde der Markenname noch für Ventile genutzt. Seitdem ist eine Verwendung des Markennamens nicht mehr nachweisbar.

## Fahrzeuge

### Dampf-Nutzfahrzeuge
Von 1905 bis 1923 gab es den Sentinel Standard Steam Waggon. Üblicherweise 5 sh. tn. Nutzlast. Etwa 4500 Exemplare wurden gebaut, 22 sind erhalten. 1916 wurde ein Dreieinhalbtonner angeboten.
Von 1923 bis 1931 gab es den Super Sentinel Steam Waggon. 1924 erschien der Sentinel Dampfomnibus mit 32 Sitzen und einer Karosserie von Hora. 1927 erschien der DG. Das DG stand für double-geared. Ausführungen waren der DG4 ab 1928, der DG6 ab 1927 und der DG8 ab 1929. 1931 folgte der SDDG4. Die Abkürzung stand für Shaft-drive double-geared 4-wheeler, also Kardanantrieb, zweistufige Hinterachse, 4 Räder. Ab 1932 ist der Lightweight Super Steam Waggon überliefert, der evtl. eine Unterserie des DG darstellte. 1933 folgte der S-Type, wobei S für shaft-drive, also Kardanantrieb, stand. Bekannt sind die Ausführungen S4, S6 und S8 mit vier, sechs und acht Rädern.

### Diesel-Nutzfahrzeuge
Ab 1935 gab es Sentinel-Garner mit Ottomotoren von Austin Motor Company und Henry Meadows sowie Dieselmotoren von Perkins Engines. Sie hatten 3, 4 und 6 Tonnen Nutzlast. Genannt sind ab 1948 DV44, ab 1950 DV46 mit drei Achsen und ab 1952 DV44 ebenfalls mit drei Achsen.
Danach sind weitere Lkw mit Dieselmotor überliefert: ab 1946 der 4/4 DV mit Vierzylindermotor, 5,78 Liter Hubraum und vier Rädern; ab 1949 6/4 DV mit Sechszylindermotor und vier Rädern sowie ab 1950 4/6 DV und 6/6 DV mit den gleichen Motoren, aber sechs Rädern.

### Diesel-Omnibusse
Die folgenden Busse sind bekannt:
- 1948 SLC4-40 ("Sentinel-Beadle SB")
- 1950 STC6-44
- 1951 SL

1948 stellte Sentinel ein Bus-Fahrgestell in Unterflur-Bauweise vor. Angetrieben wurde der Bus von einem Vierzylindermotor vom Typ Sentinel 4D mit einem Hubraum von 6080 cm³. Der Radstand wird mit 14 Fuß 9 Zoll (450 cm) angegeben. Der Aufbau kam von Beadle. Er hatte 40 Sitze.

### Holzgasfahrzeuge
Ab 1935 gab es den HSG als Bus mit 35 Sitzen und ab 1938 als Lkw mit 5 Tonnen Nutzlast. HSG steht für Hi Speed Gas (Producer).

### Triebwagen und Schienenbusse
Sie entstanden in Kooperation mit Cammell. Die Antriebstechnik und Instrumente wurden bei Sentinel gefertigt und Cammell stellte Fahrgestell und Aufbauten her. Die Dampfkessel wurden vom Spezialbetrieb Abbott & Co. in Newark-on-Trent bezogen. Die Zusammenarbeit mit Cammell war erfolgreich und lief bis 1957.